# DTR Fight
Résultat
Le DTR Fight est un gala de boxe anglaise organisé par le streameur et vidéaste français RebeuDeter (Billal Hakkar, autrement appelé « Billy »). L'événement s'est tenu le 7 décembre 2024 à la Paris La Défense Arena et a réuni des personnalités influentes de la scène internet française dans des combats de boxe. La soirée comprenait cinq combats, dont un main event opposant RebeuDeter à Greg MMA.
Chaque affrontement était organisé selon les catégories de poids des participants, respectant les règles de la boxe anglaise. L'événement a mêlé performances sportives et divertissement numérique, marquant une étape significative dans la convergence entre les médias traditionnels et les plateformes de streaming.

## Événement

### RebeuDeter vs Greg MMA (Main Event)
Le combat de Billy et Greg MMA est le principal événement de la soirée, les règles du combat étaient celles de la boxe anglaise, avec des rounds de 3 minutes et sans casque,. Billy, souffrant d'une blessure aux ligaments et du ménisque, a pris un risque en maintenant sa participation, initialement prévue contre Tibo Inshape, avant que celui-ci ne soit écarté. GregMMA a pris sa place, et malgré un début de combat serré, il a progressivement pris l'avantage sur Billy, qui avait le visage marqué par les coups, notamment un nez en sang dès le deuxième round.
Les conseils de Benoît Saint-Denis, combattant MMA, dans le coin de GregMMA ont joué un rôle clé dans la victoire de ce dernier, qui a été proclamé vainqueur aux points à la fin du troisième round,.
Après le combat, Billy a exprimé sa déception de ne pas avoir pu montrer son meilleur niveau, en raison de son état physique. Malgré cela, il a annoncé une potentielle deuxième édition du DTR Fight, confirmant le succès de l'événement.

#### Exclusion de Tibo Inshape
Lors de l'interview après le combat, Billy expliqué pourquoi Tibo InShape a été écarté du DTR Fight. Il a révélé : "On s’est un peu rétracté parce qu’on avait peur que ce soit mal perçu par le public. On avait peur que ça devienne politique et que ce soit en mode extrême droite contre extrême gauche."
Cela faisait référence aux craintes qu'une confrontation avec Tibo, dont la communauté est parfois perçue comme divisée et qui est l'objet de nombreuses controverses, aurait pu susciter un climat polarisé et risquer de détourner l’attention de l’événement. Finalement, Billy a choisi GregMMA comme adversaire, bien que le combat avec Tibo ait été envisagé à l'origine.
De son côté, Tibo a également réagi après son exclusion, expliquant : "Oui, je devais affronter Billy pour son événement, tout était calé. Après des mois de négociations, tout allait être signé mais j’ai été viré de l’événement du jour au lendemain."

### Kaatsup vs Dooms
Le combat entre Kaatsup et Dooms s'est déroulé avec une approche tactique distincte de chaque combattante. Dès le premier round, Kaatsup a utilisé son jab pour maintenir la distance et prendre le contrôle de l'affrontement. Dooms, quant à elle, a opté pour une approche plus offensive, cherchant à désorganiser la défense de son adversaire,.
La stratégie de Kaatsup s'est distinguée par une gestion précise du rythme et une utilisation efficace de sa portée. Dooms a montré de la détermination, mais a peiné à trouver des solutions face à la technique de son adversaire. Le combat a été apprécié pour son sérieux et la volonté des deux boxeuses de livrer une performance aboutie. À la fin du combat, Kaatsup a remporté la victoire.

### LeBouseuh vs Prime
Dès le début de l'affrontement, Prime a adopté une approche plus mesurée, privilégiant la distance et un jeu de jambes pour éviter les attaques de son adversaire. LeBouseuh, plus agressif dans sa stratégie, a cherché à perturber le rythme de Prime avec des attaques rapides et une pression constante.
Le combat a été rythmé par des échanges d’uppercuts et de crochets, avec Prime qui tentait de contrôler la situation grâce à sa technique défensive, tandis que LeBouseuh persistait dans son offensive. La stratégie de Prime s’est avérée plus efficace dans les derniers rounds, où il a su exploiter les ouvertures laissées par son adversaire. Après plusieurs minutes d’intenses confrontations, Prime a remporté la victoire.

### Djilsi vs Mastu
Dès le début, Mastu a adopté une approche tactique, privilégiant des déplacements fluides et des coups précis pour prendre l'initiative. Djilsi, de son côté, a opté pour une stratégie plus imprévisible, cherchant à déstabiliser son adversaire par des mouvements soudains et un style atypique.
Au fur et à mesure du combat, Mastu a su exploiter sa technique pour prendre le contrôle de l’affrontement, bien que Djilsi ait montré une grande capacité à réagir, malgré son approche moins conventionnelle. Le combat a été apprécié pour l’engagement des deux combattants, chacun ayant montré des signes de détermination. À l'issue du combat, Mastu remporte la victoire.

### Brawks vs Byilhan
Le combat entre Byilhan et Brawks lors du DTR Fight a été caractérisé par plusieurs moments marquants, notamment les blessures de Byilhan. Dès le début de l'affrontement, Brawks a pris l'avantage avec des frappes précises, dont un uppercut décisif au troisième round, qui a eu une influence importante sur le déroulement du combat.
Au cours du combat, Byilhan a subi deux luxations de l'épaule, qu'il a dû faire remettre en place à deux reprises. Malgré cela, il a poursuivi le combat sans abandonner. Un autre moment clé a été un coup porté par Byilhan au foie de Brawks, qui a été notable durant l'échange. Brawks remporte le combat par décison.
Initialement, c'est Chowh1 qui devait affronter Brawks à la place de Byilhan, mais un changement de dernière minute a conduit ce dernier à remplacer son camarade pour le combat.

## Organisation
Le DTR Fight a bénéficié d'une organisation minutieuse qui a contribué à son succès. En termes de diffusion sur Twitch, les commentateurs étaient Inoxtag, IbraTV et Kameto, figures bien connues du milieu du streaming et de la culture internet. Leur rôle était de commenter les combats, apportant à la fois analyses et anecdotes, ce qui a renforcé l'interactivité avec les spectateurs. Le speaker de l'événement, Doigby, a animé l'événement en assurant les annonces sur le ring, ajoutant une touche dynamique à l'atmosphère de l'arène.
Le combat s'est tenu à la Paris La Défense Arena, un lieu choisi pour sa capacité à accueillir un grand nombre de spectateurs, avec un public estimé à plus d'un million de vues en direct sur la plateforme Twitch et 30 000 en tribunes,. L'événement a été produit pour maximiser l'expérience en ligne, atteignant ainsi un large public de fans de boxe et de créateurs de contenu,.
L'événement a été supervisé par la Fédération Française de Boxe et dirigé par Brahim Asloum, ancien boxeur et entraîneur, qui a joué un rôle clé dans la préparation des participants. Tous les combats ont respecté les règles officielles de la boxe anglaise.

## Carte des combats
- Poids coqs:  Kaatsup vs.  Dooms

Kaatsup bat Dooms aux points
- Poids mi-lourds:  LeBouseuh vs.  Prime

Prime bat Lebouseuh aux points
- Poids mi-lourds:  Djilsi vs.  Mastu

Mastu bat Djilsi aux points
- Poids lourds:  Brawks vs.  Byilhan

Brawks bat Byilhan aux points

### Combat principal
- Poids lourds:  RebeuDeter vs.  Greg MMA

Greg MMA bat RebeuDeter aux points